# Wyspy Świętego Tomasza i Książęca na Letnich Igrzyskach Olimpijskich 2020
Wyspy Świętego Tomasza i Książęca na Letnich Igrzyskach Olimpijskich 2020 – występ kadry sportowców reprezentujących Wyspy Świętego Tomasza i Książęcą na igrzyskach olimpijskich, które odbyły się w Tokio w Japonii, w dniach 23 lipca - 8 sierpnia 2021 roku.
Reprezentacja Wysp Świętego Tomasza i Książęcej liczyła trzech zawodników - dwóch mężczyzn i kobietę, którzy wystąpili w 2 dyscyplinach.
Był to siódmy start Wysp Świętego Tomasza i Książęcej na letnich igrzyskach olimpijskich.

## Reprezentanci

### Kajakarstwo
| Zawodnik                                            | Konkurencja         | Eliminacje | Eliminacje | Półfinały | Półfinały | Finał A/B | Finał A/B | Pozycja |
| Zawodnik                                            | Konkurencja         | Czas       | Pozycja    | Czas      | Pozycja   | Czas      | Pozycja   | Pozycja |
| --------------------------------------------------- | ------------------- | ---------- | ---------- | --------- | --------- | --------- | --------- | ------- |
| Buly Da Conceição Triste                            | C-1 1000 m mężczyzn | 4:57.659   | 6 q        | 4:55.527  | 7         | NQ        | NQ        |         |
| Roque Fernandes Dos Ramos                           | C-1 1000 m mężczyzn | 5:00.977   | 7 q        | 5:10.506  | 8         | NQ        | NQ        |         |
| Buly Da Conceição Triste, Roque Fernandes Dos Ramos | C-2 1000 m mężczyzn | 4:34.880   | 7 q        | 4:44.055  | 5         | 4:12.075  | 6 (FB)    | 14      |

### Lekkoatletyka
| Zawodnik         | Konkurencja          | Runda 1  | Runda 1 | Runda 2  | Runda 2 | Półfinał | Półfinał | Finał    | Finał   | Pozycja |
| Zawodnik         | Konkurencja          | Rezultat | Pozycja | Rezultat | Pozycja | Rezultat | Pozycja  | Rezultat | Pozycja | Pozycja |
| ---------------- | -------------------- | -------- | ------- | -------- | ------- | -------- | -------- | -------- | ------- | ------- |
| D'Jamila Tavares | Bieg na 800 m kobiet | 2:16.72  | 8       | NQ       | NQ      | NQ       | NQ       | NQ       | NQ      | 45      |